# Sottotangente cartesiana

La sottotangente TA

La sottotangente cartesiana di una curva in un sistema di riferimento cartesiano relativamente a un punto {\displaystyle P} della curva è la lunghezza del segmento sull'asse delle ascisse determinato dalle due intersezioni {\displaystyle T} e {\displaystyle A} con l'asse delle ascisse, della verticale passante nel punto {\displaystyle P} e della tangente alla curva in quel punto. La sottotangente cartesiana può essere costruita anche sull'asse delle ordinate considerando non la verticale ma la retta parallela alle ascisse passante nel punto.

## Sottotangente del grafico di una funzione
Siano 
- {\displaystyle I\subseteq \mathbb {R} } un intervallo aperto;
- {\displaystyle f\colon I\rightarrow \mathbb {R} } una funzione derivabile in {\displaystyle P=\left(x_{P},f\left(x_{P}\right)\right)} con {\displaystyle f'\left(x_{P}\right)\neq 0}.

La sottotangente cartesiana di {\displaystyle f} relativa al punto {\displaystyle P} è
{\displaystyle {\overline {TA}}=\left|{\frac {f\left(x_{P}\right)}{f'\left(x_{P}\right)}}\right|.}

### Dimostrazione
L'equazione della retta tangente {\displaystyle t} a {\displaystyle f\left(x\right)} in {\displaystyle P} è
{\displaystyle t:y=f(x_{P})+f'(x_{P})(x-x_{P}).}
Il punto {\displaystyle T} è l'intersezione della retta {\displaystyle t} con l'asse delle ascisse, pertanto le sue coordinate sono:
{\displaystyle T=\left(x_{p}-{\frac {f(x_{P})}{f'(x_{P})}},0\right).}
Le coordinate del punto {\displaystyle A} sono {\displaystyle A=(x_{P},0).} Per definizione la sottotangente cartesiana è la distanza tra i punti {\displaystyle T} e {\displaystyle A}:
{\displaystyle {\overline {TA}}=\left|x_{p}-\left(x_{P}-{\frac {f(x_{P})}{f'(x_{P})}}\right)\right|=\left|{\frac {f(x_{P})}{f'(x_{P})}}\right|.}

## Sottotangente con segno
Un segmento non degenere ha lunghezza positiva, poiché una lunghezza negativa non avrebbe alcun significato. Tuttavia, definendo la sottotangente senza il valore assoluto, si può dare un significato al segno della lunghezza della sottotangente. Sia 
{\displaystyle t={\frac {f\left(x_{P}\right)}{f'\left(x_{P}\right)}}.}
Si distinguono le seguenti situazioni:
- se {\displaystyle t=0}, allora {\displaystyle f\left(x_{P}\right)=0}.
- se {\displaystyle t>0}, allora 
  - o la funzione è positiva e crescente in {\displaystyle x_{P}};
  - o la funzione è negativa e decrescente in {\displaystyle x_{P}}.
- se {\displaystyle t<0}, allora 
  - o la funzione è positiva e decrescente in {\displaystyle x_{P}};
  - o la funzione è negativa e crescente in {\displaystyle x_{P}}.

## Applicazioni
- Il metodo delle tangenti fa utilizzo della sottotangente cartesiana per approssimare lo zero {\displaystyle x_{0}} di una funzione {\displaystyle f\colon A\rightarrow \mathbb {R} }, con {\displaystyle I\subseteq \mathbb {R} } un intervallo aperto, sottraendola a ogni passo allo zero approssimato {\displaystyle x_{n}} calcolato nel passo precedente dell'algoritmo:

{\displaystyle x_{n+1}=x_{n}-{\frac {f\left(x_{n}\right)}{f'\left(x_{n}\right)}}.}
- In termodinamica, in un diagramma entropico la misura della sottotangente è uguale al calore specifico della trasformazione che il diagramma rappresenta.